# إسكواش

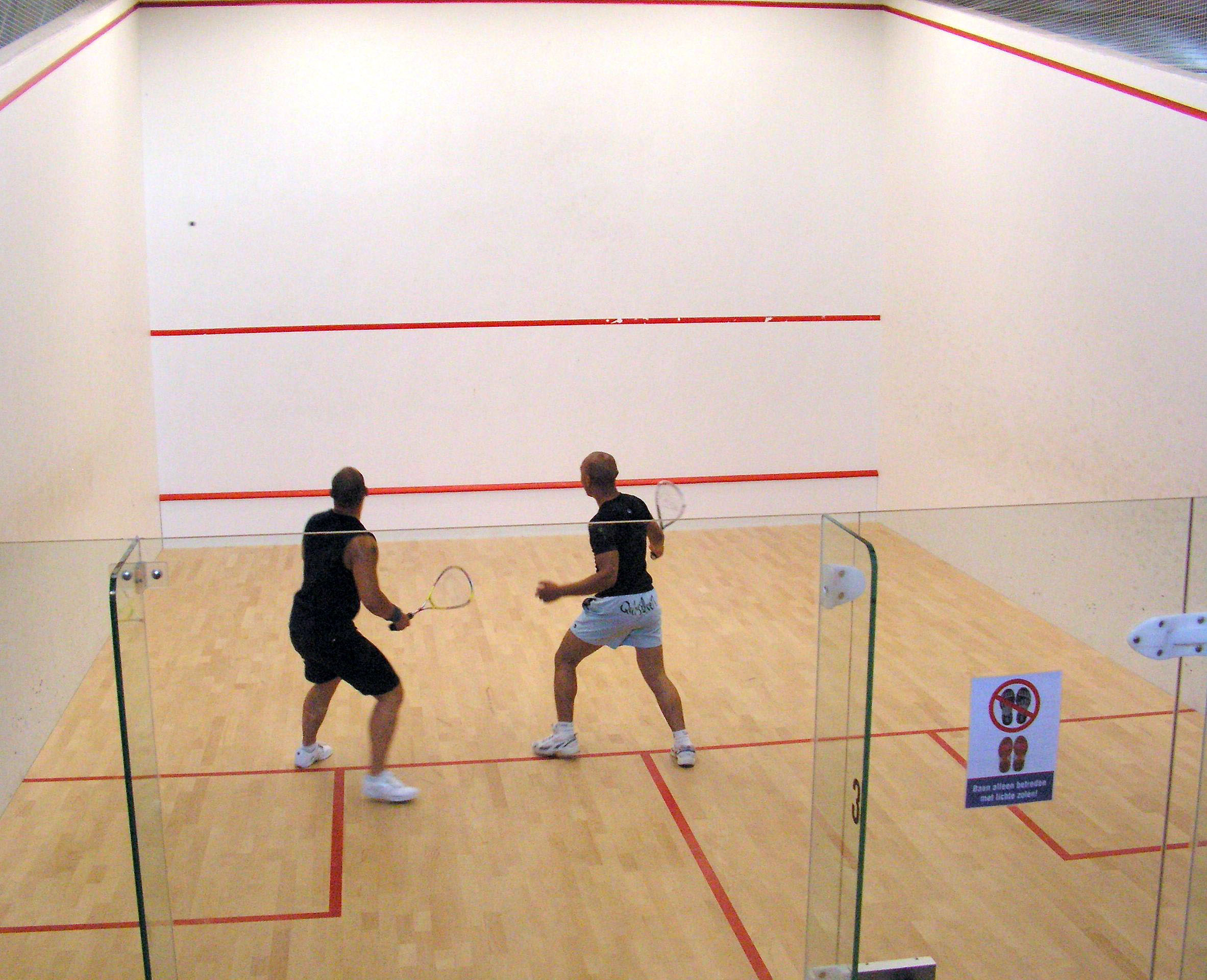
ملعب الإسكواش

الإسكواش (بالإنجليزية: Squash) أو السكواش أو الكُرَةُ الصَّائِتَةُ هي لعبة تُضرب فيها كرة مطاطية بمضرب راح فترتد عن جدار، فهي لعبة مضرب وكرة يلعبها لاعبان في ملعب من أربعة جدران باستخدام كرة مطاطية صغيرة مجوفة. يتناوب اللاعبون في تسديد الكرة بمضاربهم على الأسطح القابلة للعب في جدران الملعب الأربعة. الهدف من اللعبة هو ضرب الكرة بطريقة تجعل الخصم غير قادر على لعب عودة صحيحة. هناك حوالي 20 مليون شخص يلعبون الاسكواش بانتظام في جميع أنحاء العالم في أكثر من 185 دولة. الهيئة الإدارية للاسكواش، الاتحاد العالمي للاسكواش (WSF)، معترف بها من قبل اللجنة الأولمبية الدولية (IOC)، لكن الرياضة ليست جزءًا من الألعاب الأولمبية، على الرغم من عدد من التطبيقات. يواصل المؤيدون الضغط من أجل دمجها في برنامج أولمبي مستقبلي.

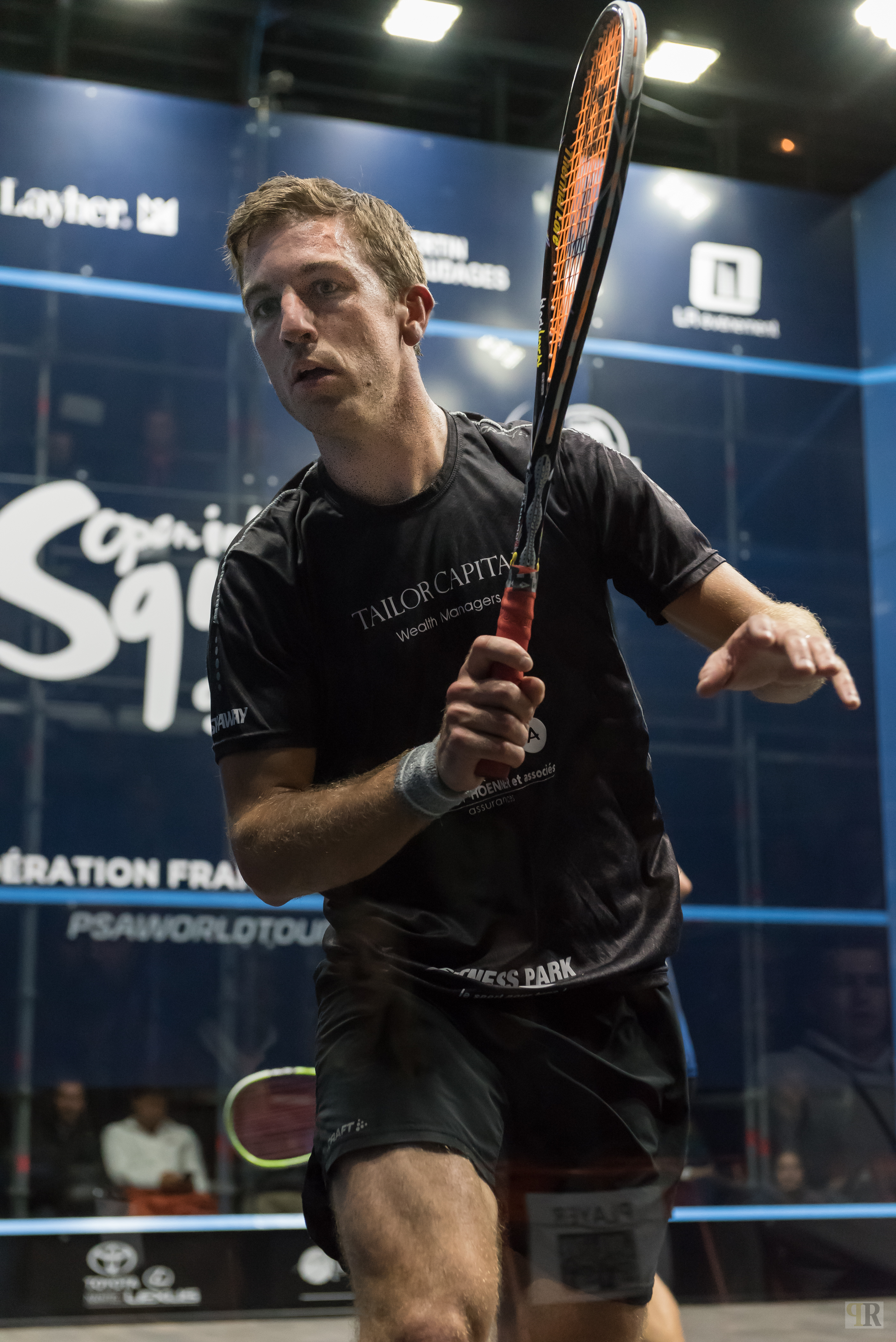
ماتيو كاستانييت في بطولة نانت للاسكواش في عام 2017

## نبذة عن الإسكواش
طورت في إنجلترا في القرن التاسع عشر ثم انتشرت عالميا كانت تلعب براحات ثم ظهرت لعبة مستقلة سنة 1890م وفاز بأول بطولة في نفس العام جون فيكسي. والاتحاد الدولي للاسكواش هو المعتني بهذه الرياضة في المستوى العالمي.

## تاريخ الاسكواش
تعود أصول الاسكواش إلى لعبة المضرب القديمة التي كانت تُلعب في سجون لندن في القرن التاسع عشر. في وقت لاحق، حوالي عام 1830، لاحظ الأولاد في مدرسة هارو أن الكرة المثقوبة، التي «سحقها» عند الاصطدام بالجدار، توفر المزيد من التنوع في اللعبة. انتشرت اللعبة إلى مدارس أخرى. كانت المحاكم الأولى التي بنيت في مدرسة هارو خطرة لأنها كانت بالقرب من أنابيب المياه والدعامات والمداخن والحواف. كان المطاط الطبيعي هو المادة المفضلة للكرة. قام الطلاب بتعديل مضاربهم ليكون لديهم وصول أصغر وتحسين قدرتهم على اللعب في هذه الظروف الضيقة. في عام 1864، بنت المدرسة أربع ساحات خارجية.
في القرن العشرين، ازدادت شعبية اللعبة مع العديد من المدارس والنوادي والأفراد الذين قاموا ببناء ملاعب اسكواش، ولكن بدون أبعاد محددة. كانت أول محكمة اسكواش في أمريكا الشمالية في مدرسة سانت بول في كونكورد، نيو هامبشاير في عام 1884. في عام 1904 في فيلادلفيا، بنسلفانيا، تم تشكيل أول اتحاد وطني للاسكواش في العالم، جمعية مضارب الاسكواش الأمريكية، المعروفة الآن باسم الولايات المتحدة الاسكواش. في أبريل 1907، شكلت جمعية التنس والمضارب والخماسي لجنة فرعية لوضع معايير للاسكواش. ثم سرعان ما تشكلت الرياضة التي جمعت بين الرياضات الثلاث التي تسمى «الاسكواش». في عام 1912، كان لدى آر إم إس تيتانيك ملعب اسكواش من الدرجة الأولى، ومتاح مقابل 50 سنتًا. تقع ملعب الاسكواش من الدرجة الأولى في G-Deck. كان معرض مشاهدة المتفرجين أعلى بمستوى واحد، في الطابق F. يمكن للمسافرين استخدام المحكمة لمدة ساعة ما لم ينتظر الآخرون. في عام 1923، استضاف نادي السيارات الملكي اجتماعا لمواصلة مناقشة القواعد واللوائح. بعد خمس سنوات، تم تشكيل جمعية مضارب الاسكواش، المعروفة الآن باسم إنجلترا سكواش، لوضع معايير للعبة في بريطانيا العظمى وعلى الصعيد الدولي.
لقد تغيرت مضارب الاسكواش بطريقة مشابهة لمضارب التنس. في الثمانينيات، تحول البناء من الخشب الرقائقي  إلى مواد أخف (مثل الألمنيوم والجرافيت) مع إضافات صغيرة من مكونات مثل الكيفلار والبورون والتيتانيوم. كما تم استبدال خيوط «الأمعاء» الطبيعية بالخيوط الاصطناعية. نما تخصيص مضارب الاسكواش على مر السنين أيضًا. هناك اختلافات مخصصة على شكل رأس المضرب، وتوازن المضرب، ووزن المضرب. أكثر أشكال المضرب شيوعًا للاسكواش الفردي الدولي هو شكل رأس الدمعة (الحلق المغلق)، وحتى التوازن، ووزن المضرب 130 جرام. بالنسبة لمضاعفات الكرة الصلبة، فإن الاختلاف الأكثر شيوعًا هو شكل رأس الحلق المفتوح، والتوازن، ووزن المضرب 140 جم.
هناك العديد من أنواع الاسكواش التي يتم لعبها في جميع أنحاء العالم، على الرغم من أن النسخة الدولية من الرياضة أصبحت الشكل المهيمن. في الولايات المتحدة، كان يتم لعب نوع مختلف من الاسكواش يعرف بالكرة الصلبة بشكل تقليدي باستخدام كرة أقوى وملاعب مختلفة الأحجام. فقد هاردبول الاسكواش الكثير من شعبيته في أمريكا الشمالية (لصالح النسخة الدولية). يوجد الاسكواش الزوجي البديل الذي يلعبه أربعة لاعبين. هناك أيضًا نوع يشبه التنس من الاسكواش يعرف باسم تنس الاسكواش. أخيرًا، يتم لعب كرة المضرب، وهي رياضة مماثلة، في الولايات المتحدة أيضًا.

## معدات

### المضرب

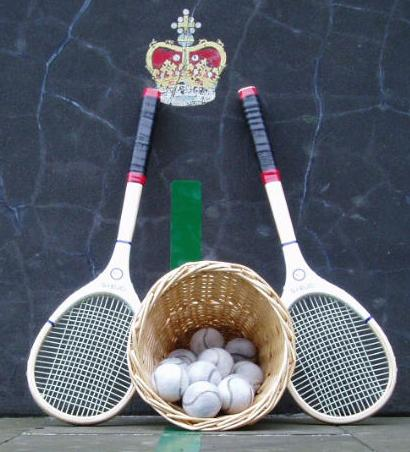
مضرب وكرة الإسكواش

ُتمارس الإسكواش في ملعب مغلق من أربع حوائط، يلعبها لاعبان، وتستلزم جهدا عنيفا ومهارة فائقة لصد الكرة المندفعة بقوة. يستخدم كل لاعب مضربا مشدودا مصنوعا من نسيج خاص أو من الكربون الأسود المستخدم في صناعة أقلام الرصاص، أما الكرة فتصنع من المطاط، وهي مجوفة من الداخل.
على كل لاعب أن يلحق بالكرة المقذوفة بعد ارتدادها عن أي حائط من الأربع بشرط عدم ارتدادها مرتين.

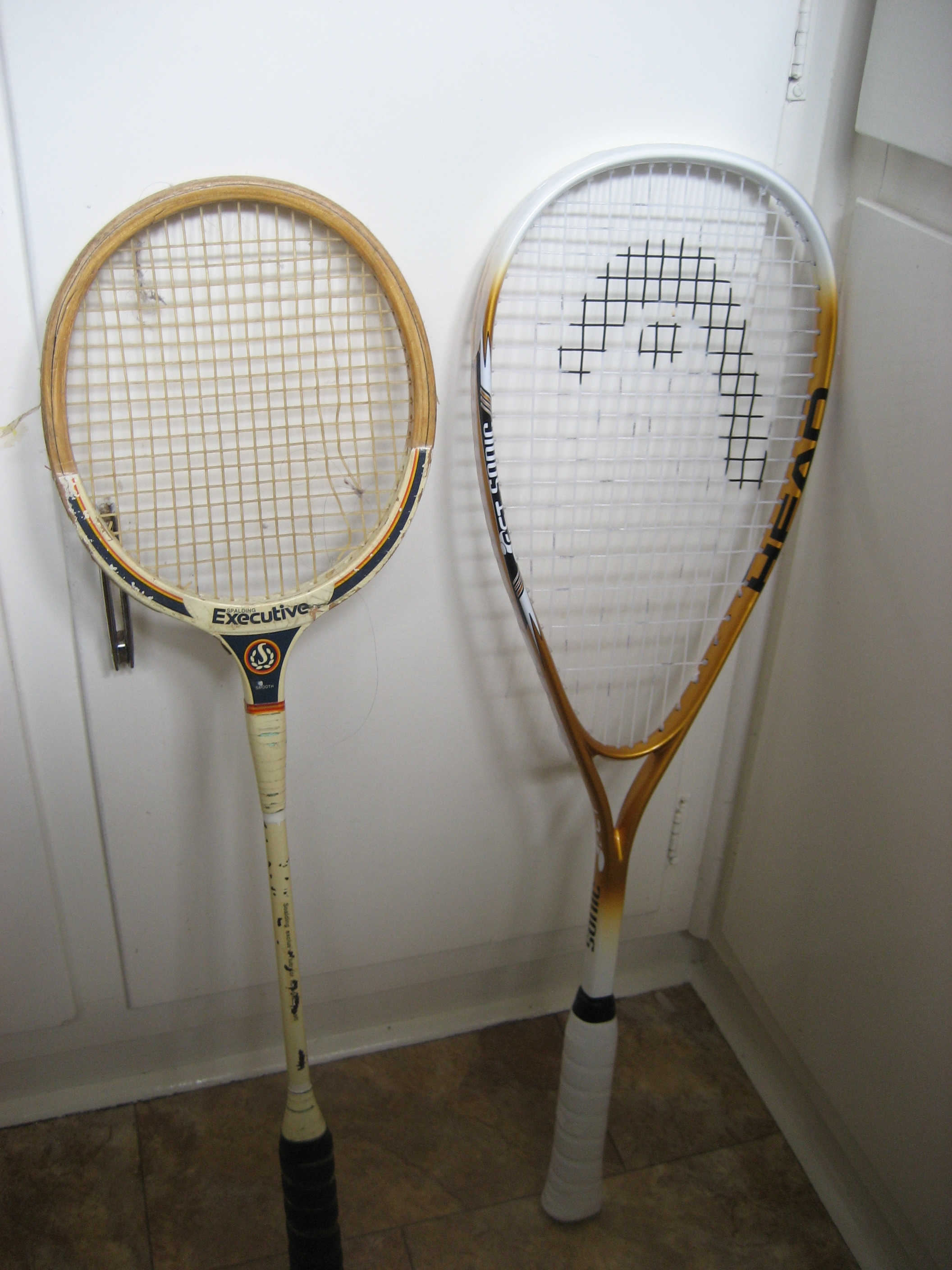
مضارب الاسكواش القديمة والجديدة

يبلغ الحد الأقصى لأبعاد مضارب الاسكواش 686 مم (27.0.2007) في) طويل و 215 ملم (8.5 in) واسعة، مع مساحة قصوى تبلغ 500 سم مربع (77.5 قدم مربع في). الوزن الأقصى المسموح به 255 غرام (9.0 أونصة)، ولكن معظمها يتراوح وزنها بين 90 و 150 جرام (3 - 5.3 أوقية.).

### الكرة

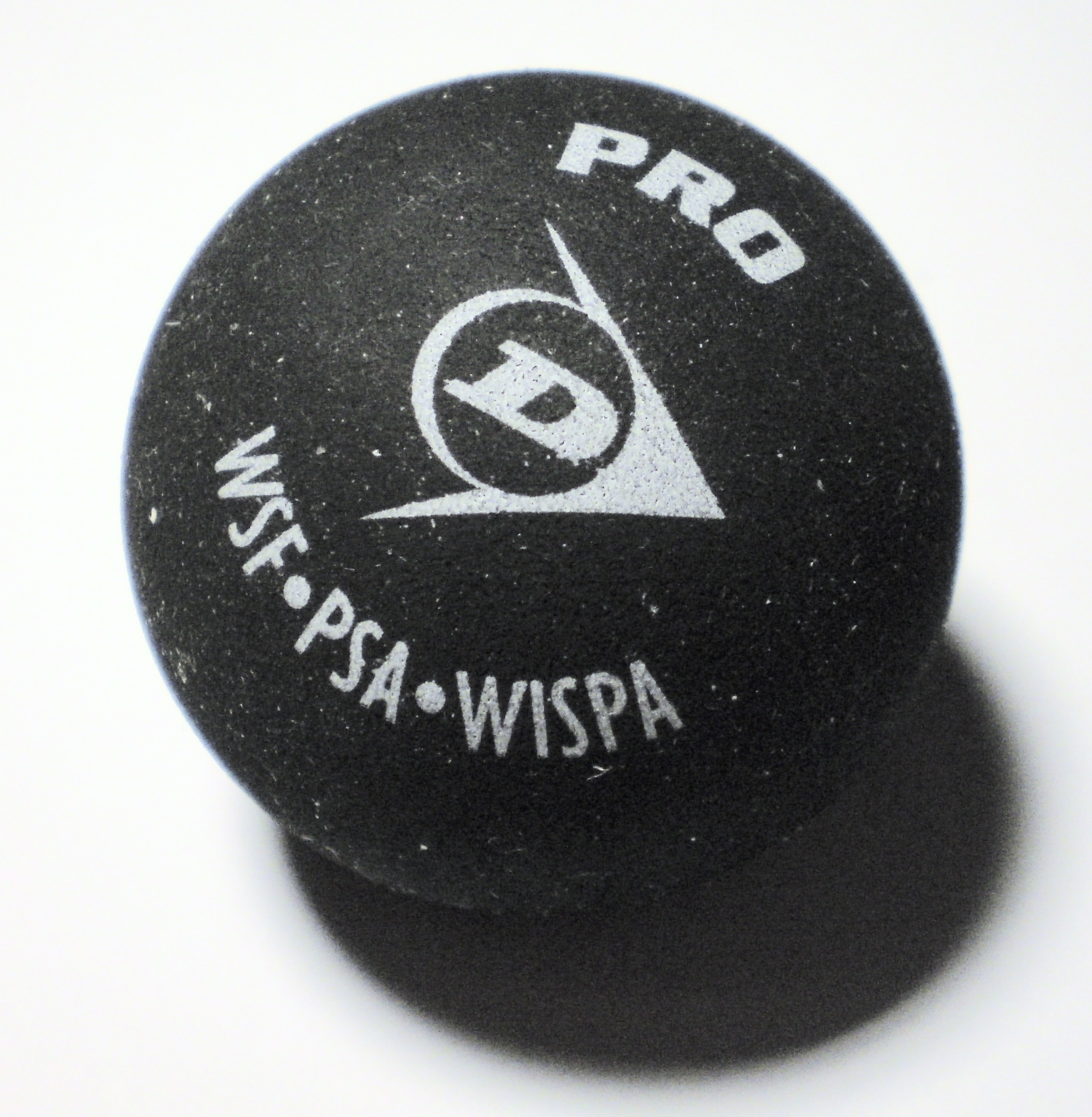
كرة اسكواش

يتراوح حجم كرات الاسكواش بين 39.5 و 40.5 ملم، ويزن 23 إلى 25 جرامات. إنها مصنوعة من قطعتين من مركب المطاط، تم لصقهما معًا لتشكيل كرة مجوفة ومصقولة حتى النهاية غير اللامعة. يتم توفير كرات مختلفة لتفاوت درجات الحرارة والظروف الجوية ومعايير اللعب: يستخدم اللاعبون الأكثر خبرة كرات بطيئة ذات ارتداد أقل من تلك التي يستخدمها اللاعبون الأقل خبرة (تميل الكرات الأبطأ إلى «الموت» في زوايا الملعب، بدلاً من «الوقوف» للسماح بلقطات أسهل). يجب ضرب كرات الاسكواش عشرات المرات لتسخينها في بداية الجلسة؛ كرات الاسكواش الباردة ترتد قليلا جدا. تشير النقاط الملونة الصغيرة على الكرة إلى مستواها الديناميكي (النطاطة). كرة «النقطة الصفراء المزدوجة»، التي تم تقديمها في عام 2000، هي معيار المنافسة، لتحل محل كرة «النقطة الصفراء» السابقة. هناك أيضًا كرة «نقطة برتقالية» لاستخدامها على ارتفاعات عالية. الألوان المتعارف عليها هي:
| اللون      | سرعة (اللعب) | وثب، ارتداد | مستوى اللاعب  |
| ---------- | ------------ | ----------- | ------------- |
| ضعف الأصفر | بطيء للغاية  | منخفظ جدا   | يختبر         |
| الأصفر     | بطيء         | منخفض       | المتقدمة      |
| أحمر       | متوسط        | عالي        | متوسط         |
| أزرق       | بسرعة        | عالي جدا    | مبتدئ / مبتدئ |

يستخدم بعض مصنعي الكرات مثل دنلوب طريقة مختلفة لتصنيف الكرات بناءً على الخبرة. لا يزال لديهم تصنيف نقطي مكافئ، ولكن تمت تسميتهم للمساعدة في اختيار كرة مناسبة لمستوى مهارة الفرد. أنواع الكرة الأربعة المختلفة هي مقدمة (نقطة زرقاء، 140٪ من ارتداد Pro)، التقدم (نقطة حمراء، 120٪ من ارتداد Pro)، المنافسة (نقطة صفراء واحدة، 110٪ من Pro Bounce) و Pro (نقطة صفراء مزدوجة).
تتطلب العديد من أماكن الاسكواش استخدام الأحذية بدون علامات وحماية للعينين. تتطلب بعض الاتحادات أن يرتدي جميع اللاعبين الصغار والثنائي حماية العين. توصي المعاهد الوطنية للصحة بارتداء نظارات واقية مع عدسات البولي كربونات.

### ملعب
إن ملعب الإسكواش تبلغ مقاساته 9.750 mm طولا في 6.40 mm عرضا، وأقصى ارتفاع 5.640 mm ويمكن للمكان أن يكون مغطى أو غير مغطى وأرضية الملعب تكون من الخشب، ويتم اللعب بضرب الكرة في الحائط شرط أن تكون على بعد 43,2 سنتيمتر عن الأرض ويحدد ذلك بحاجز عرضه 4.30 mm، فإذا لمست الكرة الحاجز فإن النقطة تكون في صالح الخصم، ولمن يلعب الضربة الأولى الحق في كرتين لكل نقطة.

فملعب الاسكواش عبارة عن سطح لعب محاط بأربعة جدران. يحتوي على خط أمامي يفصل بين الجزء الأمامي والخلفي من الملعب ونصف خط محكمة، ويفصل بين الجانبين الأيسر والأيمن من الجزء الخلفي من الملعب، مما يؤدي إلى إنشاء ثلاثة «صناديق»: النصف الأمامي والربع الأيسر الخلفي والربع الأيمن الخلفي. يحتوي كلا الصندوقين الخلفيين على صناديق خدمة أصغر.
تنقسم جدران المحكمة الأربعة إلى جدار أمامي وجدارين جانبيين وجدار خلفي. يمتد «الخط الخارجي» على طول الجزء العلوي من الجدار الأمامي، وينزل على طول الجدران الجانبية للجدار الخلفي. يمثل الخط السفلي للجدار الأمامي الجزء العلوي من «القصدير»، وهي منطقة معدنية بارتفاع نصف متر. الخط الأوسط للجدار الأمامي هو خط الخدمة. أبعاد المحكمة هي:
| الأبعاد | مسافة     | +/-    |
| ------- | --------- | ------ |
| الطول   | 9750 ملم  | 10 ملم |
| عرض     | 6400 مم   | 10 ملم |
| ارتفاع  | 5640 ملم  |        |
| الأقطار | 11665 ملم | 25 ملم |

تعد ملاعب زوجي الكرة الصلبة في أمريكا الشمالية أكبر من ملاعب الفردي الدولية بسبب الكرة الصلبة التي تتمتع بوتيرة أسرع بكثير. مع ضعف عدد اللاعبين، يجب أن تكون ملعب الزوجي أكبر بكثير من ملعب الفردي. يجب أن يبلغ عرض ملعب الزوجي 25 قدمًا وطوله 45 قدمًا وأن يبلغ ارتفاع سقفه 24 قدمًا على الأقل ولكن يفضل 26 قدمًا.

## طريقة اللعب

### الخدمات
يقوم اللاعبون بتدوير مضرب ليقرروا من يرسل أولاً. يبدأ هذا اللاعب التجمع الأول باختيار الإرسال إما من مربع الإرسال الأيمن أو الأيسر. للإرسال القانوني، يجب أن تكون إحدى أقدام المرسل في مربع الإرسال، ولا تلمس أي جزء من خطوط مربع الإرسال، حيث يضرب اللاعب الكرة. بعد ضربها بالمضرب، يجب أن تضرب الكرة الجدار الأمامي فوق خط الإرسال وتحت خط الإخراج وتهبط في ملعب الربع الخلفي المقابل. يمكن للاعب المستلم أن يختار تسديد الإرسال بعد أن يصطدم بالجدار الأمامي. إذا فاز الخادم بالنقطة، يقوم اللاعبان بتبديل الجانبين للنقطة التالية. إذا خسر المرسل النقطة، فإن الخصم يرسل بعد ذلك، ويمكنه الإرسال من أي من المربعين.

### لعب
بعد الإرسال، يتناوب اللاعبون على ضرب الكرة بالجدار الأمامي وفوق القصدير وتحت خط الخروج. قد تضرب الكرة الجدران الجانبية أو الخلفية في أي وقت، طالما أنها تصطدم أسفل الخط الخارجي. يجب ألا يصطدم بالأرض بعد اصطدامه بالمضرب وقبل أن يصطدم بالجدار الأمامي. تعتبر الكرة التي تهبط على الخط الخارجي أو الخط على طول الجزء العلوي من القصدير خارجة. بعد أن تصطدم الكرة بالجدار الأمامي، يُسمح لها بالارتداد مرة واحدة على الأرض (وأي عدد من المرات ضد الجدران الجانبية أو الخلفية) قبل أن يضطر اللاعب إلى إعادتها. قد يتحرك اللاعبون في أي مكان حول الملعب ولكن يُحظر عرقلة حركة اللاعب الآخر بشكل عرضي أو متعمد وقد يؤدي ذلك إلى السكتة الدماغية أو السكتة الدماغية. يعود اللاعبون عادةً إلى وسط الملعب بعد تسديد الكرة.

### الإستراتيجية والتكتيكات
تُعرف الإستراتيجية الرئيسية في الاسكواش باسم «السيطرة على T» (تقاطع الخطوط الحمراء بالقرب من وسط الملعب، على شكل حرف "T"، حيث يكون اللاعب في أفضل وضع لاسترداد اللقطة التالية للخصم). سيرجع اللاعبون الماهرون التسديدة، ثم يعودون نحو "T" قبل تشغيل اللقطة التالية. من هذا المركز، يمكن للاعب الوصول بسرعة إلى أي جزء من الملعب لاسترداد تسديدة الخصم التالية بأقل قدر من الحركة وربما تعظيم الحركة المطلوبة من قبل الخصم للرد على التسديدة المعادة.
الأسلوب الشائع هو ضرب الكرة بشكل مستقيم على الجدران الجانبية حتى الزوايا الخلفية؛ هذه هي لقطة الاسكواش الأساسية، ويشار إليها باسم «سكة حديدية» أو محرك مستقيم أو جدار أو «طول». بعد ضرب هذه التسديدة، سينتقل اللاعب بعد ذلك إلى وسط الملعب بالقرب من "T" ليكون في وضع جيد لاستعادة عودة الخصم. يؤدي الهجوم بتسديدات خفيفة أو «قصيرة» إلى الزوايا الأمامية (يشار إليها باسم «التسديدات المتساقطة») إلى قيام الخصم بتغطية مساحة أكبر من الملعب وقد يؤدي إلى فائز تام. يتم تسديد تسديدات التفاخر أو الزوايا من أحد الجدران الجانبية قبل أن تصل الكرة إلى الأمام. يتم استخدامها للخداع ومرة أخرى لجعل الخصم يغطي مساحة أكبر من المحكمة. تطفو لقطات الجدار الخلفي إلى الأمام إما بشكل مستقيم أو مائل بجذب الخصم إلى الأمام. تتوفر التسديدات التكتيكية المفيدة للرد على رد ضعيف من قبل الخصم إذا امتدت، حيث تكون غالبية الملعب مجانية للمهاجم.
قد تتضمن التجمعات بين اللاعبين ذوي الخبرة 30 طلقة أو أكثر، وبالتالي يتم وضع علاوة عالية جدًا على اللياقة البدنية، الهوائية واللاهوائية. عندما يصبح اللاعبون أكثر مهارة، وبشكل خاص، أكثر قدرة على استرداد التسديدات، غالبًا ما تصبح النقاط حرب استنزاف. في المستويات الأعلى من اللعبة، يتمتع اللاعب المناسب بميزة كبيرة.
القدرة على تغيير اتجاه الكرة في اللحظة الأخيرة هي أيضًا تكتيك يستخدم لعدم توازن الخصم. يمكن للاعبين الخبراء توقع تسديدة الخصم قبل بضع أعشار من الثانية قبل اللاعب العادي، مما يمنحهم فرصة للرد في وقت أقرب.

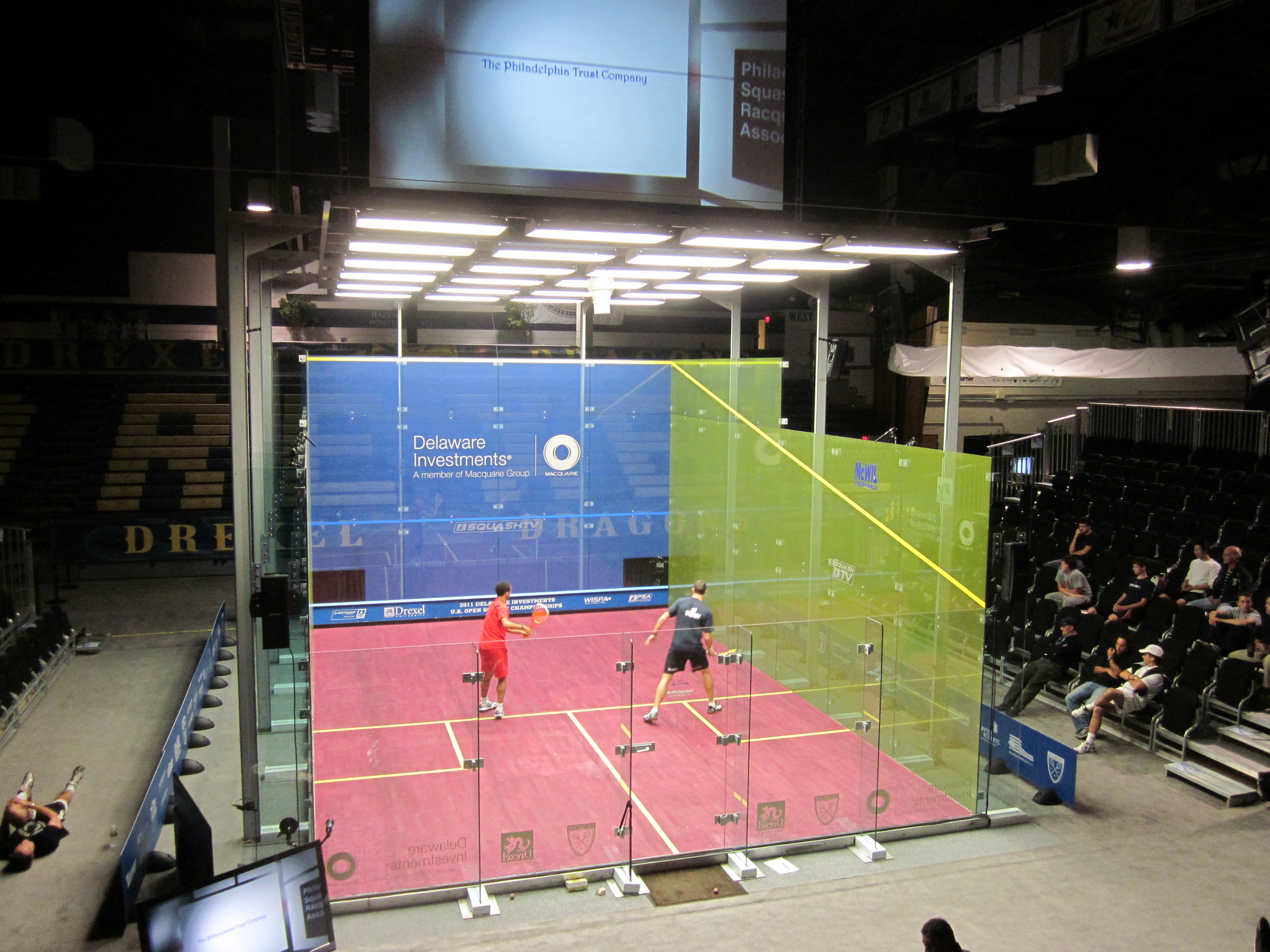
ملعب العرض الزجاجي المستخدم في بطولة الولايات المتحدة المفتوحة للاسكواش 2011 التي استضافتها جامعة دريكسيل في مركز داسكالاكيس الرياضي. نقطتان خلال نصف النهائي بين جيمس ويلستروب ونيك ماثيو في عام 2011:

اعتمادًا على أسلوب اللعب، من الشائع الإشارة إلى لاعبي الاسكواش  أنهم
- اللاعبون الأقوياء: تسديدات قوية لتأخذ وقتًا بعيدًا عن خصمهم. على سبيل المثال جون وايت، عمر مسعد، محمد الشوربجي
- صانعو التسديدات: تسديدات دقيقة لأخذ الوقت بعيدًا عن الخصم. على سبيل المثال، جوناثان باور، رامي عاشور، عمرو شبانة، جيمس ويلستروب .
- المستردون: استرجاع ممتاز للقوة المضادة والدقة ولإعادة التسديدات بسرعة أكبر لإبعاد الوقت عن الخصم. على سبيل المثال، بيتر نيكول غريغوري غوتييه نيكول دايفيد.
- اللاعبون المتسارعون: لعبة ذات إيقاع عالٍ باستمرار من سرعة التسديد وسرعة الجري لإضعاف خصمهم بمرور الوقت على سبيل المثال، ديفيد بالمر ونيك ماثيو وجانشير خان وجهانجير خان.

### التدخل والانسداد
يعتبر التداخل والإعاقة جانبًا لا مفر منه في لعبة الاسكواش، نظرًا لأن لاعبين محصورين في مساحة مشتركة. عمومًا، تمنح القواعد اللاعبين وصولًا مباشرًا إلى الكرة بخط مستقيم، ومساحة لأرجوحة معقولة وتسديدة دون عائق لأي جزء من الجدار الأمامي. عند حدوث تدخل، يجوز للاعب أن يطعن في «السماح» والحكم (أو اللاعبون أنفسهم إذا لم يكن هناك مسؤول) ثم يفسر مدى التدخل. يجوز للحكم السماح للاعبين بإعادة النقطة، أو منح «ضربة» للاعب المستأنف (بمعنى أنه تم إعلانه فائزًا بتلك النقطة) اعتمادًا على درجة التداخل، وما إذا كان اللاعب المتدخل قد قام بعمل مناسب جهد لتجنب التدخل، وما إذا كان اللاعب الذي تدخل في الأمر من المحتمل أن يكون قد أصاب تسديدة فائزة إذا لم يحدث التداخل. يحدث استثناء عندما يكون اللاعب المسبب للتدخل في مسار تأرجح اللاعب الآخر مباشرةً، مما يمنع التأرجح بشكل فعال، وفي هذه الحالة يتم منح ضربة دائمًا.
عندما يُنظر إلى أنه كان هناك القليل من التدخل أو لا يوجد أي تدخل، فإن القواعد تنص على عدم السماح بالسماح بالاستمرار في اللعب وتثبيط النداءات الزائفة من أجل السماح. بسبب الذاتية في تفسير طبيعة وحجم التداخل، فإن منح (أو حجب) السماح والسكتات الدماغية غالبًا ما يكون مثيرًا للجدل.

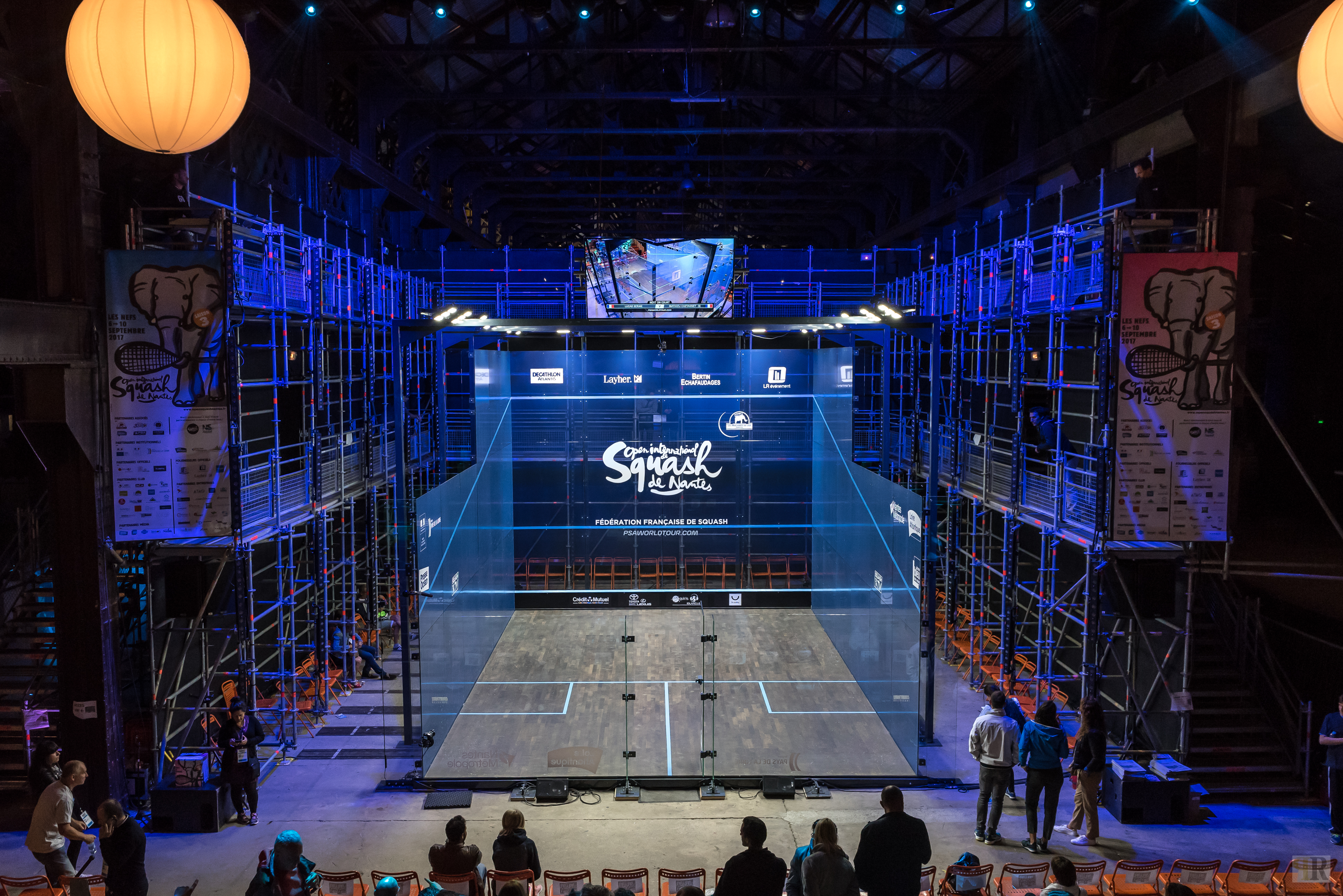
ساحة زجاجية تحت حكم نافيس في نانت بفرنسا

يحدث التداخل أيضًا عندما تصطدم تسديدة اللاعب بخصمه قبل أن تصطدم بالجدار الأمامي. إذا كانت الكرة تتجه نحو الجدار الجانبي عندما اصطدمت بالخصم، أو إذا كانت قد اصطدمت بالفعل بالجدار الجانبي وكانت تتجه مباشرة إلى الجدار الأمامي، فعادة ما تكون كرة. ومع ذلك، فهي ضربة للاعب الذي يضرب الكرة إذا كانت الكرة تتحرك مباشرة إلى الجدار الأمامي عندما اصطدمت الكرة بالخصم، دون أن تصطدم أولاً بالجدار الجانبي. عمومًا، بعد إصابة اللاعب بالكرة، يظل كلا اللاعبين ثابتًا؛ إذا كان اللاعب المسدد واقفاً أمام اللاعب الذي ضرب الكرة مباشرة فإنه يفقد الضربة؛ إذا لم يكن مستقيمًا في المقدمة، يتم لعب كرة القدم. إذا اعتبر أن اللاعب الذي يضرب الكرة يحاول عمدا ضرب خصمه، فسيخسر الضربة. يحدث الاستثناء عندما «يستدير» اللاعب الذي يضرب الكرة، أي السماح للكرة بتمريرها من جانب واحد، ولكن بعد ذلك تضربها على الجانب الآخر لأنها تنطلق من الجدار الخلفي. في هذه الحالات، تنتقل الضربة إلى اللاعب الذي ضرب الكرة.

### حكم
عادة ما يكون الحكم مركزًا معتمدًا صادرًا عن النادي أو دوري الاسكواش المخصص. أي تعارض أو تدخل يتم التعامل معه من قبل الحكم. يجوز للحكم أيضًا أن يأخذ النقاط أو الألعاب بسبب آداب السلوك غير اللائقة فيما يتعلق بالسلوك أو القواعد. عادة ما يكون الحكم مسؤولاً أيضًا عن تسجيل المباريات. عادة ما يستخدم ثلاثة حكام في البطولات الاحترافية. يتحمل الحكم المركزي مسؤولية استدعاء النتيجة واتخاذ القرارات مع حكام الفريقين.

## نظام التسجيل

### الأهداف
يتم تسجيل الأهداف عند صد اللاعب للكرة قبل ارتدادها مرتين، وقذفها مرة أخرى إلى الحائط الأمامي، وتحسب النقطة بأي فوز يفوزه اللاعب سواء معه الإرسال أو بدونه ويرجع سبب قلة شعبية الإسكواش إلى أنها تلعب في ملعب مغلق ضيق لا يتسع للكثير من الأشخاص. المباريات العالمية يتم استخدام ملعب مغلق شفاف يقام خصيصا لهذا الغرض، كما تذاع المباريات في التلفزيون غالبا.

### نظام التسجيل (PARS)
تتألف المباراة من ثلاثة أو خمسة أشواط – وفق مشيئة منظمي البطولة. يكون له شوط من أحد عشر نقطة، أن اللاعب الذي يفوز أحد عشر نقط قبل منافسه يكون هو الفائز بالشوط إلا عند النداء بالتعادل (10-10) للمرة الأولى، حيث ينادى الحكم بفك العقدة ويفوز اللاعب الذي يحرز نقطتان متتاليتان – تمديد الشوط إلى حتى يفوز احدهما. وفي هذه الحالة يكون الفائز هو ذلك اللاعب الذي يكون أول من يحرز نقطتين زيادة على ذلك التعادل عندئذ سينادى المسجل أما بـ (to player win play klir tow point one) two) قبل استمرار اللعب.
يسمي نظام النقاط هذا بـ (PARS)، حيث يُفضل PARS عالميًا تقريبًا من قبل كبار المحترفين في اللعبة، وهو نظام التسجيل الرسمي الحالي لجميع مستويات بطولات الإسكواش الاحترافية. في PARS، يتلقى الفائز في رالي نقطة ما، بغض النظر عما إذا كان الخادم أو العائد. يتم لعب المباريات حتى 11 مباراة ويجب الفوز بها بنقطتين. أي إذا وصلت النتيجة إلى 10-10، يستمر اللعب حتى يفوز لاعب واحد بنقطتين. عادة ما يتم لعب مباريات المنافسة في «أفضل خمس» (أي أول لاعب يفوز بثلاث مباريات).
يمكن أيضًا لعب الاسكواش بأنظمة تسجيل مختلفة مثل PARS to 15، أو الإنجليزية التقليدية أو Hand-In-Hand-Out (HiHo) بتسجيل 9، أو تسجيل RAM (انظر أدناه). غالبًا ما يواجه اللاعبون PARS و Hi-Ho حيث تتطلب تكتيكات وسمات لاعب مختلفة.

### أنظمة التسجيل الأخرى
تم استخدام تسجيل النقاط إلى 15 في بطولة العالم بين عامي 1989 و 2003. تم استخدام PARS إلى 15، مع كون الشوط الفاصل نقطتين واضحتين (وفقًا لمعيار PARS) من 14 إلى 14، في العديد من بطولات الدوري للهواة لأن PARS إلى 11 كانت تعتبر قصيرة جدًا. لم يعد هذا النظام مفضلاً في عام 2004 عندما قررت جمعية الاسكواش المحترفة (PSA) التحول إلى PARS إلى 11. تم اعتبار أن الألعاب تدوم طويلاً وكان الفائز عادةً هو اللاعب المناسب وليس بالضرورة اللاعب الأفضل.

#### التهديف الإنجليزي/ التهديف باليد
يُعرف باسم التهديف بالإنجليزية أو باليد، في ظل هذا النظام، إذا فاز الخادم بتجمع ما، فسيحصل على نقطة، بينما إذا فاز العائد بسباق، تتغير الخدمة فقط (على سبيل المثال، الكرة تذهب "توزيع الورق" ") ولم يتم إعطاء أي نقطة. أول لاعب يصل إلى تسع نقاط يفوز باللعبة. ومع ذلك، إذا وصلت النتيجة إلى 8-8، فإن اللاعب الذي كان أول من يصل إلى ثمانية يقرر ما إذا كان سيتم لعب اللعبة إلى تسعة، كما كان من قبل (تسمى "المجموعة الأولى")، أو إلى 10 (تسمى "المجموعة الثانية"). كان نظام التسجيل هذا مفضلاً سابقًا في بريطانيا، وأيضًا بين الدول ذات العلاقات البريطانية التقليدية، مثل أستراليا وكندا وباكستان وجنوب إفريقيا والهند وسريلانكا.

#### نظام التسجيل (RAM)
نظام التسجيل في RAM هو نظام تسجيل جديد مقترح أنشأه بطل العالم السابق رامي عاشور وشارك في تأسيسه أسامة خليفة. هذا يتكون من لعب أفضل خمس مباريات. مدة كل لعبة ثلاث دقائق ؛ ومع ذلك، يشير هذا فقط إلى الدقائق الثلاث في اللعب. لا يتم احتساب «وقت التوقف» بين نهاية الارتفاع والإرسال. بمجرد انتهاء الوقت، تتوقف الساعة، ويحتاج اللاعب الرئيسي إلى الفوز بنقطة أخيرة. إذا فاز اللاعب المتأخر بالنقطة، تستمر اللعبة حتى يدرك اللاعب المتأخر النقطة ويفوز بنقطة واحدة أكثر من اللاعب المتصدر في البداية.
على سبيل المثال، يتقدم اللاعب الأول 5-3 وتتوقف الساعة. يفوز اللاعب الثاني بالنقطتين التاليتين وتكون النتيجة 5-5. من يفوز بالنقطة التالية يفوز باللعبة. هذا يسمى الموت المفاجئ. إذا كانت النتيجة 0-0 عندما تتوقف الساعة، تتم إعادة تعيين الساعة وإعادة تشغيل اللعبة. بالنسبة إلى Let Calls، تعود الساعة إلى وقت بدء تلك النقطة. تتضمن القواعد الأخرى أنه يجب أن يكون هناك حكم وحارس للوقت لجعل هذه المباراة رسمية. يحصل اللاعبون على دقيقتين من الراحة بين الألعاب، ويتم تطبيق جميع قواعد PSA و WSF القياسية الأخرى.

#### من English/HiHo إلى PARS 11
في عام 2004، قررت جمعية الاسكواش المحترفة (PSA) التحول إلى PARS إلى 11. تم التصديق على هذا القرار في عام 2009 عندما أكد الاتحاد العالمي للاسكواش التحول إلى نظام التسجيل PARS 11. منذ ذلك الوقت، تم لعب جميع مباريات المحترفين والدوري تقريبًا وفقًا لـ PARS to 11. كان أحد أسباب التحول إلى PARS هو أن المباريات الضريبية الطويلة أصبحت أقل تواترًا ويمكن للمروجين بسهولة توقع المباراة وطول الجلسة. جاوين بريارس، الذي شغل منصب المدير التنفيذي لجمعية الاسكواش المحترفة عندما قررت الهيئة التحول إلى لعبة PARS في عام 2004 كان يأمل في أن تجعل لعبة PARS «اللعبة الاحترافية أكثر إثارة للمشاهدة، [ثم] سيشارك المزيد من الأشخاص في اللعبة. وقد تتعزز فرصنا في دخول الأولمبياد». تتمثل إحدى مشكلات تسجيل النقاط باللغة الإنجليزية أو Hi-Ho في أن الألعاب غالبًا ما تستمر لفترة أطول حيث يفوز اللاعبون بالخدمة باستمرار قبل أن يخسروا الخدمة أمام اللاعب الآخر دون أن تتأثر النتيجة. وبالتالي، فإن الفائز هو في أغلب الأحيان الرياضي الأكثر لياقة. علاوة على ذلك، يمكن أن يشجع التسجيل في اللغة الإنجليزية أو Hi-Ho اللاعبين على اللعب بشكل دفاعي بهدف إضعاف الخصم قبل الفوز بحكم لياقته البدنية. مثل هذا اللعب الدفاعي المرهق يمكن أن يؤثر على توقعات اللاعب في بطولات خروج المغلوب ولا يصنع للتلفزيون. في اللغة الإنجليزية أو Hi-Ho، قد يفوز لاعب واحد بنسبة 9-0 على الرغم من أن الخصم قد فاز بالخدمة بشكل متكرر، ولكن دون تحويل تلك الإرسال إلى نقاط فعلية.
لبطولات العالم: تم استخدام HiHo to 9 حتى عام 1988 ؛ PARS إلى 15 من 1989 إلى 2003 ؛ و PARS إلى 11 من 2004. في بطولة بريطانيا المفتوحة: تم استخدام HiHo to 9 حتى عام 1994؛ PARS إلى 15 من 1995 إلى 2003 ؛ و PARS حتى 11 من 2004.
ثبت أن قرار WSF بالتحول إلى PARS 11 مثير للجدل في المملكة المتحدة والكومنولث حيث يتم لعب الألعاب عادةً وفقًا للغة الإنجليزية أو Hi-Ho. عندما قام نادي قدامى المحاربين للاسكواش في بريطانيا العظمى باستطلاع رأي أعضائه في عام 2012، وجدوا أن 80 ٪ من أعضائه كانوا ضد التحول من HiHo إلى PARS. جادل الرئيس فيليب أيتون بأن PARS «تقتل جوهر اللعبة». كان أيتون قلقًا خصوصًا من أن «الردود العظيمة» التي ميزت اللغة الإنجليزية أو Hi-Ho عندما «لا يزال بإمكان اللاعب المتعثر في اللعبة الهجوم أثناء الإرسال اليدوي»  ستختفي نظرًا لأن PARS عززت «موقفًا دفاعيًا فائقًا، لأن كل مسيرة لها نفس الأهمية». رد جهانجير خان بأن لعبة PARS جعلت اللعبة أكثر هجومية، لكنها قللت من الجانب النفسي للعبة: «مع نظام تسجيل النقاط التسع، كانت المباريات أكثر عقلية وجسدية ويمكن أن تستمر لفترة أطول، ولكن الآن مع نظام 11 نقطة. كل رالي مهم، وحتى لو تخلفت عن الركب فلا يزال بإمكانك التعافي. هذا يجعلها هجومية أكثر بكثير». ماج مادان، أحد أفضل حكام اللعبة، صرح بالمثل أن PARS «دمرت عنصر اللياقة، والأهم من ذلك، السحر الدماغي للعبة ...». تم الكشف عن تعليقاته عندما تم تسريب سلسلة بريد إلكتروني من الحكام الذين يناقشون مشكلة مباريات الإسكواش الأقصر والأقصر في عام 2011.

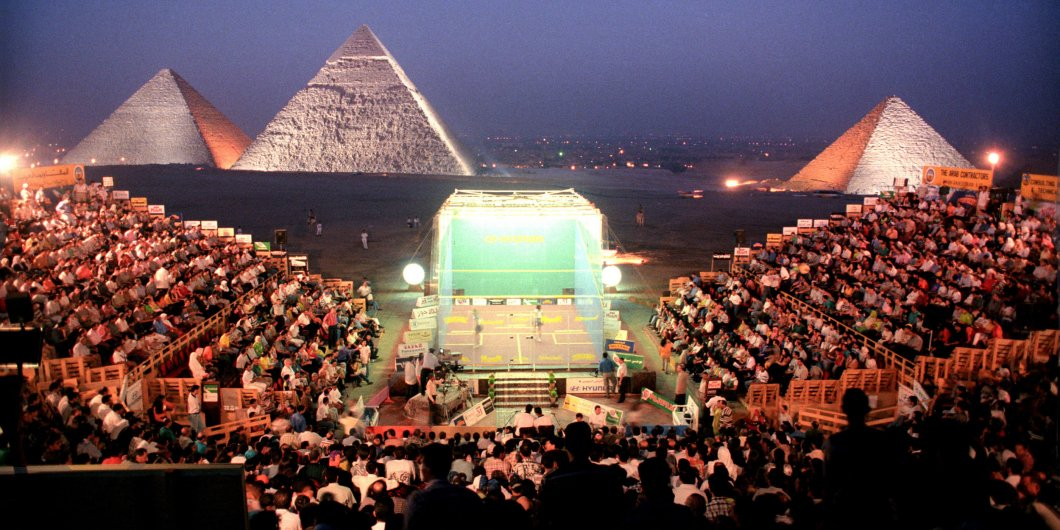
لعبت الاسكواش في أهرامات مصر

## المساهمة في الصحة
يوفر الاسكواش تمرينًا ممتازًا للقلب والأوعية الدموية. يمكن للاعبين إنفاق ما يقرب من 600 إلى 1000 سعر حراري من الطعام (3000 إلى 4000 كيلوجول) كل ساعة في لعب الاسكواش وفقًا للغة الإنجليزية أو درجة Hi-Ho. توفر هذه الرياضة أيضًا تمرينًا جيدًا للجزء العلوي والسفلي من الجسم من خلال ممارسة كلا الساقين في الجري حول الملعب والذراعين والجذع في تأرجح المضرب. في عام 2003، صنفت مجلة فوربس الاسكواش على أنها الرياضة الأكثر صحة في اللعب. ومع ذلك، فقد أشارت إحدى الدراسات إلى أن الاسكواش هو سبب لاحتمال عدم انتظام ضربات القلب القاتلة وجادلت بأن الاسكواش هو شكل غير مناسب من التمارين لكبار السن من الرجال المصابين بأمراض القلب.

## حول العالم
وفقًا للاتحاد العالمي للاسكواش، يوجد حوالي 50000 ملعب اسكواش في العالم، مع 188 دولة ومنطقة بها محكمة واحدة على الأقل. كان لدى إنجلترا أكبر عدد عند 8500. والبلدان الأخرى التي تضم أكثر من 1000 محكمة، بترتيب تنازلي من حيث العدد، كانت ألمانيا ومصر والولايات المتحدة الأمريكية وأستراليا وجنوب إفريقيا وكندا وماليزيا وفرنسا وهولندا وإسبانيا. اليوم، الولايات المتحدة لديها أسرع مشاركة اسكواش نموا. هناك ما يقدر بنحو 20 مليون لاعب اسكواش في جميع أنحاء العالم.
اعتبارًا من نوفمبر 2019، كان هناك لاعبون من ثمانية عشر دولة في المراكز الخمسين الأولى في التصنيف العالمي للرجال، مع سيطرة مصر بخمسة عشر لاعباً، ستة منهم في المراكز العشرة الأولى، بما في ذلك المراتب من الأول إلى الرابع. وبالمثل، ظهرت في التصنيف العالمي للسيدات لاعبات من ستة عشر دولة، وفي مقدمتها مصر مرة أخرى حيث احتلت المركز الثالث عشر من المراكز الخمسين الأولى، في حين احتلت المراكز من واحد إلى أربعة في العالم.
يدير اتحاد الاسكواش المحترف (PSA) جولة جمعية الاسكواش المحترفة للرجال والسيدات وتصنيفات الرجال وتصنيفات السيدات.
جولة الاسكواش المحترفة هي جولة مقرها في الولايات المتحدة.

### قبول أوسع
ظهرت الاسكواش بانتظام في الأحداث الرياضية المتعددة لألعاب الكومنولث والألعاب الآسيوية منذ عام 1998. الاسكواش هي أيضًا رياضة منتظمة في ألعاب عموم أمريكا منذ عام 1995. مارس لاعبو الاسكواش وجمعياتهم ضغوطًا لسنوات عديدة من أجل قبول هذه الرياضة في الألعاب الأولمبية، دون نجاح حتى الآن. غاب الاسكواش بصعوبة عن المشاركة في أولمبياد لندن 2012 وألعاب ريو دي جانيرو 2016 (غاب عنها مرة أخرى حيث قررت جمعية اللجنة الأولمبية الدولية إضافة سباعات الجولف والرجبي إلى البرنامج الأولمبي). غاب الاسكواش أيضًا عن حدث في دورة الألعاب الأولمبية 2020. في الدورة 125 للجنة الأولمبية الدولية في بوينس آيرس، صوتت اللجنة الأولمبية الدولية للمصارعة بدلاً من الاسكواش أو البيسبول / الكرة اللينة. السبب المعتاد الذي يُستشهد به لفشل الرياضة التي سيتم تبنيها للمنافسة الأولمبية هو صعوبة متابعة المتفرجين للأحداث، خاصة عبر التلفزيون. السابق رقم واحد في العالم بيتر نيكول ذكر أنه يعتقد زيارتها الاسكواش «فرصة واقعية للغاية» من إضافتها إلى قائمة الأولمبية الرياضية لل ألعاب الأولمبية لعام 2016،  ولكنه خسر في نهاية المطاف إلى الجولف والرجبي السبعات.
تم قبول الاسكواش كرياضة استعراضية لدورة الألعاب الأولمبية الصيفية للشباب 2018 . يأمل الاتحاد العالمي للاسكواش في أن يؤدي هذا الإدراج إلى إنشاء محاولة قوية لإدراج محتمل في دورة الألعاب الأولمبية الصيفية لعام 2024 .

## البطولات الكبرى
- بطولة بريطانيا المفتوحة.
- بطولة الابطال.
- بطولة الولايات المتحدة المفتوحة.
- بطولة هونج كونج المفتوحة.
- قطر كلاسيك.
- مدينة ويندي المفتوحة.
- الجونة الدولية.

## اللاعبين والسجلات والترتيب

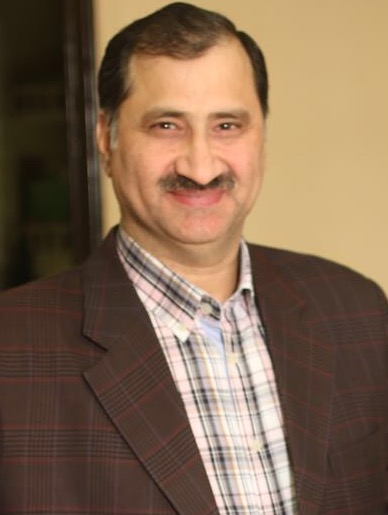
سجل جانشير خان من باكستان الفائز ثماني مرات في بطولة العالم المفتوحة للاسكواش، وسجل أربع مرات الفائز في سلسلة سوبر نهائيات بطولة العالم للاسكواش وموسوعة جينيس للأرقام القياسية

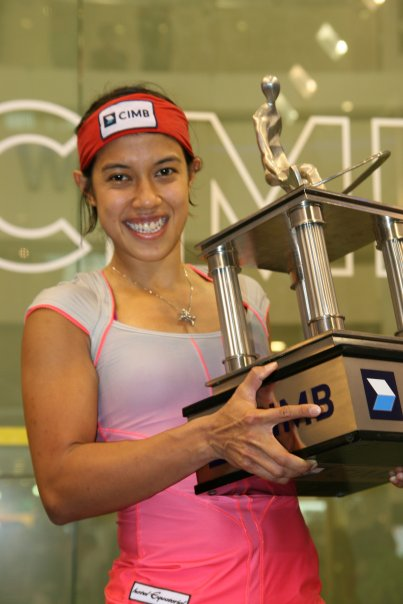
نيكول ديفيد يعتبر على نطاق واسع أنجح لاعب اسكواش ماليزي على الإطلاق.

أجرت جمعية مضارب الاسكواش (البريطانية) (المعروفة الآن باسم إنجلترا سكواش) أول بطولة بريطانية مفتوحة للإسكواش للرجال في ديسمبر 1930، باستخدام نظام «التحدي». تم تعيين تشارلز ريد بطلاً في عام 1930، لكنه خسر في مباريات الذهاب والإياب من قبل دون بوتشر، الذي تم تسجيله بعد ذلك كبطل لعام 1931. تستمر البطولة حتى يومنا هذا، ولكن يتم إجراؤها بنظام «خروج المغلوب» منذ عام 1947.
بدأت البطولة النسائية في عام 1921، وسيطر عليها عدد قليل نسبيًا من اللاعبين: جويس كيف، نانسي كيف، سيسيلي فينويك (إنجلترا) في عشرينيات القرن الماضي. مارجوت لومب وسوزان نويل (إنجلترا) في الثلاثينيات ؛ جانيت مورغان (إنجلترا) الخمسينيات ؛ هيذر مكاي (أستراليا) في الستينيات والسبعينيات ؛ فيكي كاردويل (أستراليا) وسوزان ديفوي (نيوزيلندا) في الثمانينيات ؛ ميشيل مارتن وسارة فيتز جيرالد (أستراليا) في التسعينيات ونيكول ديفيد (ماليزيا) في الألفية الثانية.
وبالمثل، هيمن عدد قليل نسبيًا على بطولة الرجال البريطانية المفتوحة: عمرو باي (مصر) في الثلاثينيات. محمود كريم (مصر) في الأربعينيات. الأخوان هاشم خان وعزام خان (باكستان) في الخمسينيات والستينيات ؛ جونا بارينجتون (بريطانيا العظمى وأيرلندا) وجيف هانت (أستراليا) في الستينيات والسبعينيات من القرن الماضي، وجهانجير خان (باكستان) في الثمانينيات ؛ جانشير خان (باكستان) في التسعينيات ومؤخراً ديفيد بالمر ونيك ماثيو.
تم افتتاح بطولة العالم المفتوحة للمحترفين في عام 1976 وهي بمثابة المنافسة الرئيسية اليوم. يحمل جانشر خان الرقم القياسي للفوز بثمانية ألقاب عالمية يليه جهانجير خان بستة ألقاب، وجيف هانت وعمرو شبانة أربعة، ونيك ماثيو ورامي عاشور بثلاثة ألقاب. يحتفظ نيكول ديفيد بسجل السيدات بثمانية انتصارات تليها سارة فيتزجيرالد خمسة، سوزان ديفوي أربعة، وميشيل مارتن ثلاثة.
ظلت هيذر مكاي غير مهزومة في المباريات التنافسية لمدة 19 عامًا (بين 1962 و 1981) وفازت بستة عشر لقبًا متتاليًا في بطولة بريطانيا المفتوحة بين عامي 1962 و 1977.

### التصنيفات الحالية
تنشر جمعية الاسكواش المحترفة (PSA) التصنيفات الشهرية للاعبين المحترفين:

#### تصنيفات الرجال
| مرتبة | الاعب          | البلد     | متوسط النقط |
| ----- | -------------- | --------- | ----------- |
| 1     | محمد الشوربجي  | مصر       | 1804        |
| 2     | علي فرج        | مصر       | 1775        |
| 3     | كريم عبدالجواد | مصر       | 1364        |
| 4     | طارق مؤمن      | مصر       | 1326        |
| 5     | باول كول       | نيوزيلندا | 1086        |
| 6     | دييجو إلياس    | بيرو      | 697         |
| 7     | مروان الشوربجي | مصر       | 651         |
| 8     | سايمون روسنير  | ألمانيا   | 634         |
| 9     | ميجل رودريجز   | كولومبيا  | 522         |
| 10    | جول ماكين      | ويلز      | 519         |

#### تصنيفات النساء
| مرتبة | الاعبة        | البلد                      | متوسط النقط |
| ----- | ------------- | -------------------------- | ----------- |
| 2     | نور الشربيني  | مصر                        | 1355        |
| 1     | نوران جوهر    | مصر                        | 1474        |
| 3     | كاميل سيرم    | فرنسا                      | 1299        |
| 4     | نور الطيب     | مصر                        | 1102        |
| 5     | سارة جين بيري | إنجلترا                    | 790         |
| 6     | هانيا الهمّامي | مصر                        | 782         |
| 7     | أماندا صبحي   | الولايات المتحدة الأمريكية | 703         |
| 8     | جويل كينج     | نيوزيلندا                  | 643         |
| 9     | تسني إفانز    | ويلز                       | 463         |
| 10    | جوشنا شاينابا | الهند                      | 401         |

## وصلات خارجية
- إسكواش على مشروع الدليل المفتوح.
- الموقع الرسمي للاتحاد العالمي للاسكواش.
- World Squash Federation.